# Morita Sai
Morita Sai (japanisch 森田 沙伊, wirklicher Name Morita Saiichi (才一); geb. 20. August 1898 in Sapporo; gest. 12. Oktober 1993) war ein japanischer Maler der Nihonga-Richtung  während der Taishō- und Shōwa-Zeit.

## Leben und Werk
Morita Sai machte 1923 seinen Anschluss an der Kunsthochschule Tokio (東京美術学校, Tōkyō bijjutsu gakkō), an der er unter Yūki Somei (1875–1957) studiert hatte. Fünf Jahre später gewann er seine erste Auszeichnung auf der 5. Teiten-Ausstellung für sein Bild „小鳥“ (Kotori, Kleiner Vogel). 1939 wurde sein Bild „孫“ (Mago, Enkelkind) auf der 3. Shin Bunten-Ausstellung mit einem bedeutenden Preis ausgezeichnet. Von da an zeigte er regelmäßig Werke auf den Shin Bunten- und Nitten-Ausstellungen, wobei er mehrfach Anerkennung fand, insbesondere für seine kleinformatigen Werke im Rimpa-Stil. Von 1940 an beteiligte Morita sich an dem Projekt, das das Kopieren der Ausmalung im Hōryū-ji betraf.
1959 gewann Morita den Preis der Japanischen Akademie der Künste sein Bild „少年“ (Shōnen, Jugendlicher), das er in der ersten umorganisierten Nitten gezeigt hatte. 1975 wurde er als Mitglied der Nitten-Organisation aufgenommen. Bereits 1967 wurde er Lehrbeauftragter am Kanazawa College of Arts (金沢美術工芸大学, Kanazawa Bijutsu Kōgei Daigaku). Moritas Bilder zeigen eine sorgfältige Komposition und einen neuen Stil, Figurengruppen darzustellen.